# Беррі-Гілл (Теннессі)
Беррі-Гілл (англ. Berry Hill) — місто (англ. city) в США, в окрузі Девідсон штату Теннессі. Населення — 2112 особи (2020).

## Географія
Беррі-Гілл розташоване за координатами 36°7′11″ пн. ш. 86°46′3″ зх. д. / 36.11972° пн. ш. 86.76750° зх. д. (36.119617, -86.767454).  За даними Бюро перепису населення США в 2010 році місто мало площу 2,35 км², уся площа — суходіл.

## Демографія
Згідно з переписом 2010 року, у місті мешкало 537 осіб у 330 домогосподарствах у складі 91 родини. Густота населення становила 229 осіб/км².  Було 422 помешкання (180/км²).
Расовий склад населення:
| - 85,7 % — білих - 5,6 % — чорних або афроамериканців - 2,8 % — азіатів - 0,2 % — корінних американців - 4,3 % — осіб інших рас |

До двох чи більше рас належало 1,5 %. Частка іспаномовних становила 6,3 % від усіх жителів.
За віковим діапазоном населення розподілялося таким чином: 7,3 % — особи молодші 18 років, 83,0 % — особи у віці 18—64 років, 9,7 % — особи у віці 65 років та старші. Медіана віку мешканця становила 33,5 року. На 100 осіб жіночої статі у місті припадало 105,7 чоловіків;  на 100 жінок у віці від 18 років та старших — 103,3 чоловіків також старших 18 років.
Середній дохід на одне домашнє господарство  становив 61 410 доларів США (медіана — 51 591), а середній дохід на одну сім'ю — 83 043 долари (медіана — 71 250). Медіана доходів становила 50 972 долари для чоловіків та 33 611 долар для жінок. За межею бідності перебувало 10,5 % осіб, у тому числі 16,7 % дітей у віці до 18 років та 13,2 % осіб у віці 65 років та старших.
Цивільне працевлаштоване населення становило 543 особи. Основні галузі зайнятості: науковці, спеціалісти, менеджери — 23,2 %, освіта, охорона здоров'я та соціальна допомога — 18,8 %, роздрібна торгівля — 14,2 %.